# 錢世楨

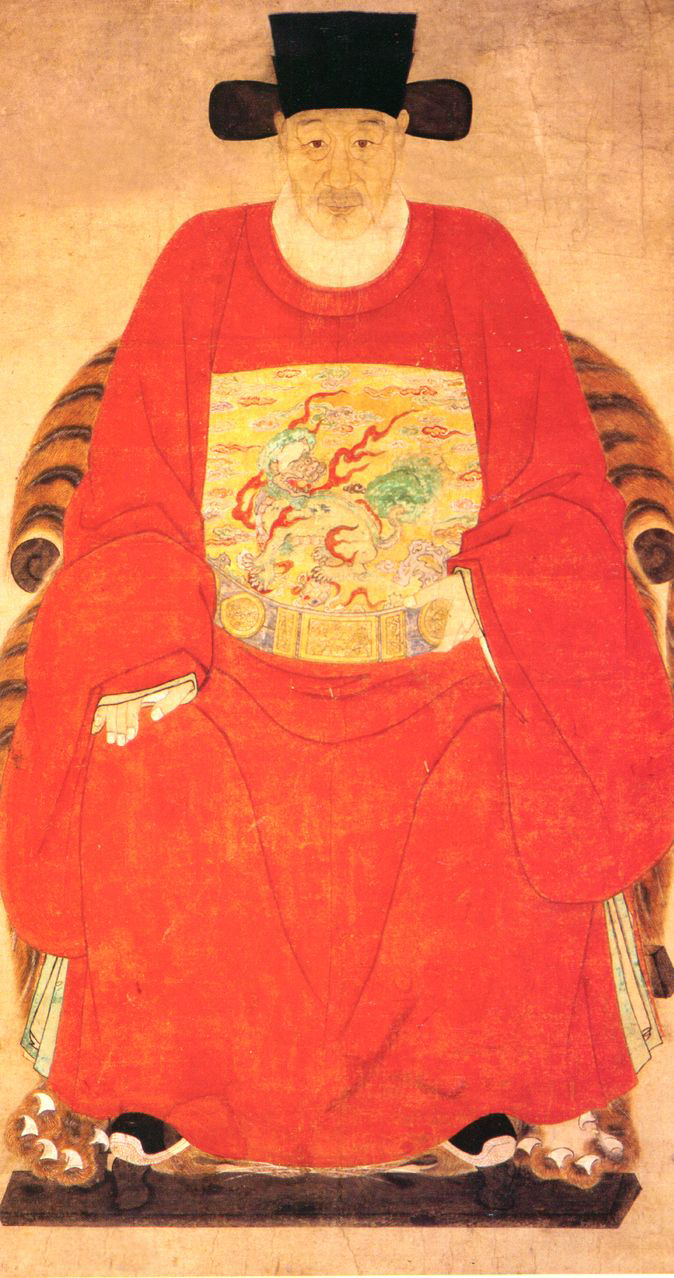
錢世楨

錢世楨（1561年—1642年），字士興，號三持，苏州府嘉定县东钱宅（今宝山区月浦镇）人，中国明朝軍事人物，著有《東征實紀》、《射評》。

## 生平
出生為文人世家，父親錢春沂為舉人。萬曆十七年（1589年）武进士。历任蓟镇参将、苏州卫镇抚、浙江总运、东征游击将军、金山鎮參將等職，最後升江西總兵，但尚未就任便告老還鄉。
錢世楨與同鄉徐光啟交往甚密。 徐曾多次推舉錢。

## 壬辰倭亂
1593年，壬辰倭亂時錢受到提拔而晉升游擊將軍，並帥其部署一千人從北京前往遼東報到，錢世楨與吳惟忠一同率領明軍先鋒過鴨綠江，並於萬曆二十一年元旦首度與日軍偵查隊伍交戰獲勝，之後一月內随提督李如松率部攻下平壤，北过大同江，追倭至开城，斩一员倭将，但被问所斩将姓名时，不能答，因此功劳被埋没，之後曾出使人在定州的經略宋應昌，而於和談開始後隨日本使者小西飛之使節團一起行動，多次來還於漢城與釜山之間，並留下共同狩獵的紀錄，於九月隨三萬大軍一同返國。
錢在到達遼東時忽聞其喪母之訊息，然而為了參與戰爭他一直等到了回國後才奔喪。

## 戰後
回國後，錢世楨陸續的升官，最後在1620年升任江西總兵但是未付任就退休，返鄉後於1644年去世。

## 註腳
1. ↑  "嘉定縣誌人物傳 - 錢世楨"錢世楨字士興別號三持
2. ↑  "嘉定縣誌人物傳 - 錢世楨"征東實紀其射評一書
3. ↑  "嘉定縣誌人物傳 - 錢世楨"父春沂學者稱一庵先生嘉靖甲子舉人
4. ↑  "嘉定縣誌人物傳 - 錢世楨"由文學生中武舉旋中萬曆已丑科進士
5. ↑  "嘉定縣誌人物傳 - 錢世楨"二十二年防倭海上敍征東功陞薊鎮參將歷任江南金山常镇參將陞江西總兵未任告歸
6. ↑  "嘉定縣誌人物傳 - 錢世楨"世楨率家丁過大同江窮追遇一倭將白袍絳領斬於馬下取其衣甲旗幟以爲識次日主帥驗首級詰倭將姓氏倉卒無以荅遂莫其功
7. ↑  錢世楨 所著之 "征東實紀"內容整合

## 外部連結
- 古代钱氏名将录（7）---钱世桢（明） （页面存档备份，存于）
- 上海宝山政府门户网---在罗店拜谒钱世桢墓[永久]
- 嘉定縣誌人物傳 - 錢世楨